# 杜比夫卡 (哈爾科夫區)
50°16′32″N 36°12′35″E / 50.27556°N 36.20972°E
杜比夫卡（烏克蘭語：Дубівка）是位於烏克蘭東部的村莊，由哈爾科夫州哈爾科夫區的德爾哈奇市鎮負責管轄。該村始建於1850年，面積0.95平方公里，海拔高度159米，2001年人口617，人口密度每平方公里652.2人。